# Pronephrium rubicundum
Pronephrium rubicundum là một loài thực vật có mạch trong họ Thelypteridaceae. Loài này được (Alderw.) Holttum miêu tả khoa học đầu tiên năm 1972.